# 阿尔巴尼亚民族主义
阿尔巴尼亚民族主义是阿尔巴尼亚人产生的一系列民族主义思想和概念的总称，这些思想和概念首次形成于19世纪的“阿尔巴尼亚民族觉醒”时期。阿尔巴尼亚民族主义还与类似的概念相关联，如“阿尔巴尼亚主义”和“泛阿尔巴尼亚主义”，后者包括创建一个地理上的“大阿尔巴尼亚”国家的思想。